# 四川金粟兰
四川金粟兰（学名：Chloranthus sessilifolius）是金粟兰科金粟兰属的植物，为中国的特有植物。分布于中国大陆的四川等地，生长于海拔990米至1,200米的地区，常生长在山坡林下荫湿处，目前尚未由人工引种栽培。

## 别名
四块瓦、红毛七、四大天王（四川）

## 异名
- Chloranthus sessilifolius K. F. Wu var. austrosinensis K. F. Wu et M. Cheng